# مجلس إمدادات كوفيد-19 الكندي
مجلس التوريد الكندي لكوفيد-19 (بالإنجليزية: The Canadian COVID-19 Supply Council)(CCSC) هو جهد من جانب كندا لتقديم المشورة لها "بشأن شراء السلع والخدمات الأساسية المطلوبة كجزء من استجابة كندا لجائحة كوفيد-19 والتعافي منها". أعلنت وزيرة التوريد والخدمات أنيتا أناند في 4 مايو 2020 عن جهد للإشراف على "سلاسل التوريد الحالية لعناصر مثل الأقنعة والقفازات والمطهرات،... [و] تحسين استراتيجيات التوريد والإنتاج والشحن والتوزيع لتلك السلع". أعلنت أناند عن 17 مستشار، بما في ذلك بيران بيتي، رئيس غرفة التجارة الكندية ورؤساء آخرين لمجموعات الصناعة والمنظمات الخيرية.